# Харолд Лойд
Харолд Клейтън Лойд (на английски: Harold Clayton Lloyd) е американски актьор и продуцент, носител на награда „Оскар“ и номиниран за „Златен глобус“. Най-известен е със своите комедии от периода на нямото кино. Името му се нарежда до тези на Чарли Чаплин и Бъстър Кийтън от този период на филмовото изкуство. Той участва в почти 200 филма (не само неми) в периода 1914 – 1947 година. Най-прославен е героят му с характерните кръгли очила – находчив, енергичен, търсещ упорито успеха характер, който е напълно в унисон с Америка от 1920-те.

## Биография
Харолд Лойд е роден на 20 април 1893 г. в Бърчард, Небраска. Умира на 8 март 1971 година, на 77-годишна възраст в Бевърли Хилс, Калифорния.

## Кариера
Филмите на Лойд често съдържат вълнуваща и напрегната последователност от сцени с продължителни преследвания с включени безразсъдни акробатични номера. Актьорът изпълнява сам много от тези опасни каскади въпреки инцидента с реквизитна бомба от снимките за филма „Haunted Spooks“ (1919), когато загубва палеца и показалеца на дясната си ръка.
Въпреки че, погледнато единично, филмите на Лойд не са така комерсиално успешни като тези на Чаплин, той компенсира това със значително по-голяма плодотворност, спечелвайки в крайна сметка повече финансов дивидент от именития си колега. През 1924 година, актьорът основава собствена независима продуцентска компания – „Харолд Лойд Филм Корпорейшън“. Лойд е сред основателите на Академията на филмовите изкуства и науки, която връчва наградите „Оскар“.
Актьорът притежава две звезди на Холивудската алея на славата. Въведен е там още на четвъртата церемония от този вид през 1927 година, когато са запазени отпечатъци от ръцете и краката му, автограф и очертанията на популярните му очила.
През 1953 година, Харолд Лойд получава награда „Оскар“ за цялостно творчество.

## Галерия
- Харолд Лойд, 1936 година
- Сцена от филма „Safety Last!“ (1923)
- Афиш на „Harold Lloyd Comedies“ (1919)

## Избрана филмография
- Safety Last! (1923)
- Why Worry? (1923)
- Girl Shy (1924)
- Hot Water (1924)
- The Freshman (1925)
- For Heaven's Sake (1926)
- The Kid Brother (1927)
- Speedy (1928)
- Feet First (1930)